# IV Batalion OW PPS im. Jarosława Dąbrowskiego

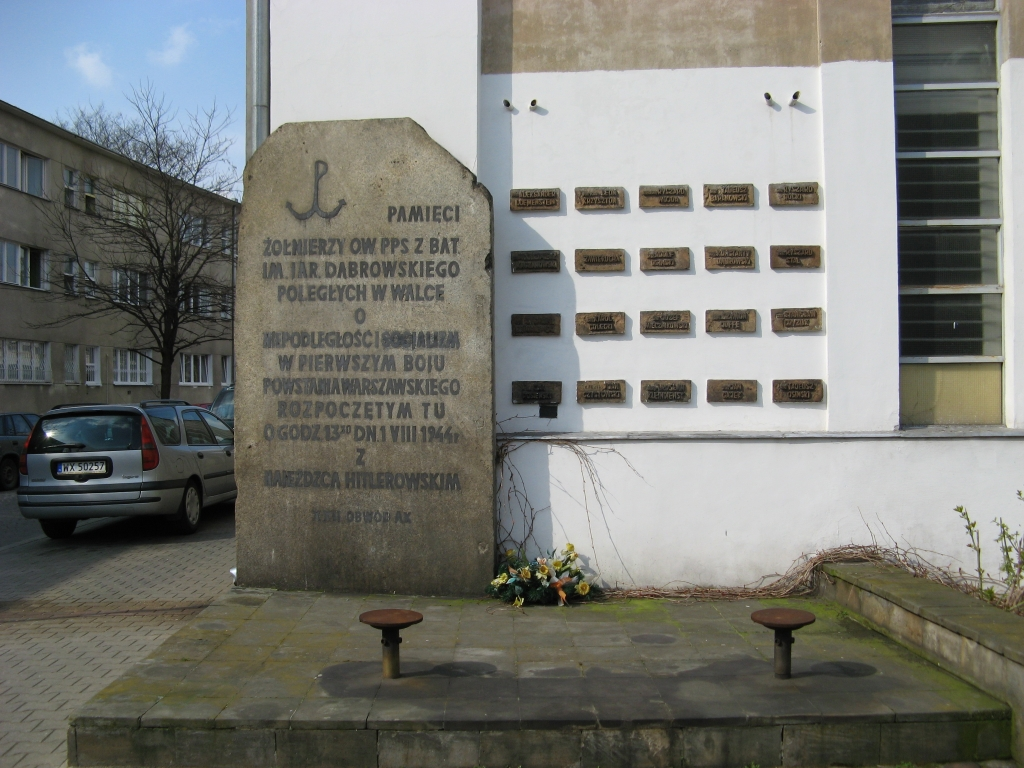
Tablica upamiętniająca poległych 1 sierpnia 1944 żołnierzy IV Batalionu OW PPS, ul. Próchnika, skrzyżowanie z ul. Suzina

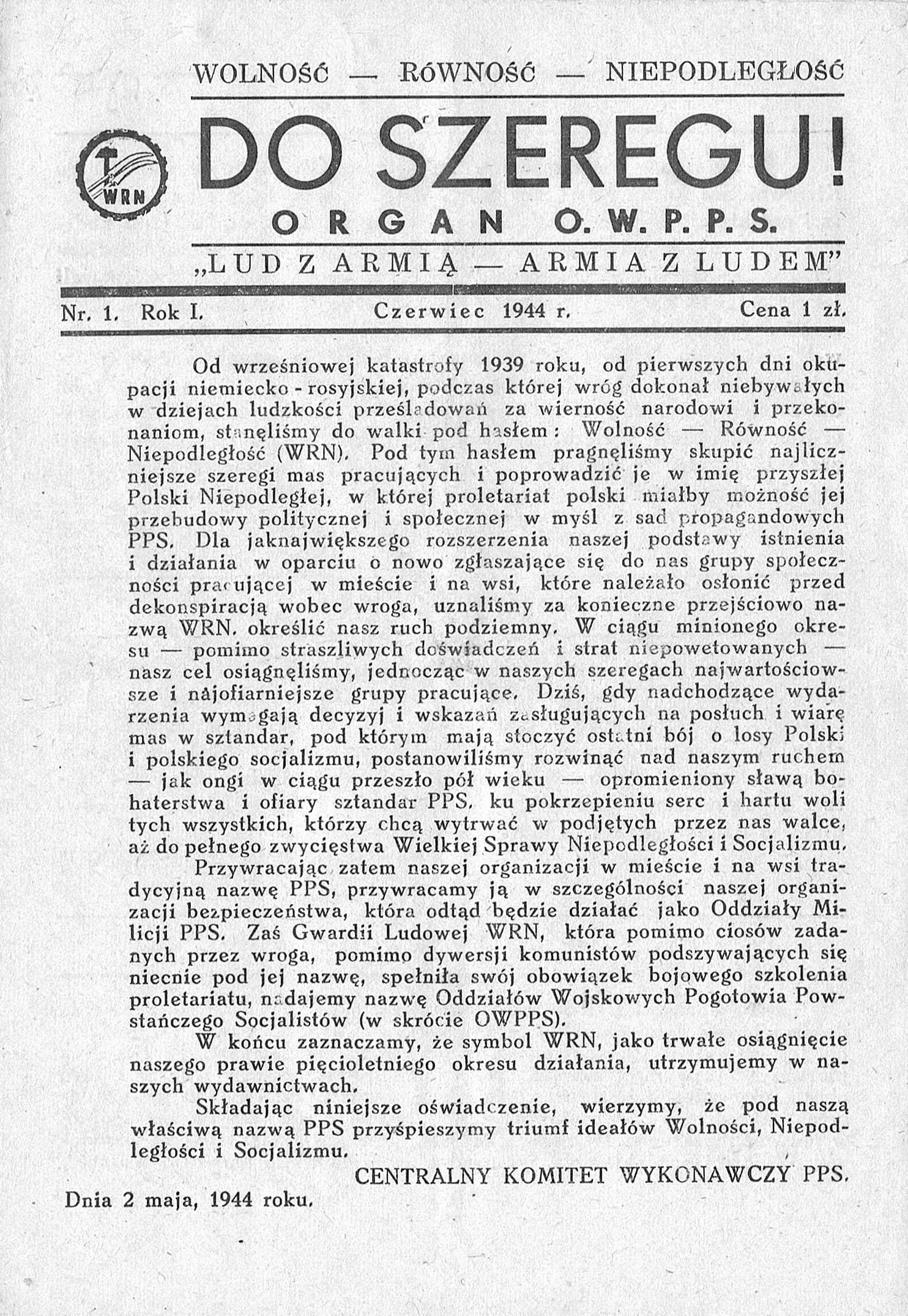
Pismo Oddziałów Wojskowych Pogotowia Powstańczego Socjalistów „Do Szeregu”

IV Batalion OW PPS im. Jarosława Dąbrowskiego – batalion Oddziałów Wojskowych Pogotowia Powstańczego Socjalistów, funkcjonujący na Żoliborzu w Warszawie od jesieni 1939 do października 1944. Na początku 1942 scalony z Armią Krajową w Obwodzie Żoliborz AK. Uczestniczył w powstaniu warszawskim. Wszedł w skład 9 pułku artylerii lekkiej 8 Dywizji Piechoty AK im. Romualda Traugutta w Warszawskim Korpusie Armii Krajowej.

## Historia batalionu
Inicjatywa powołania oddziału wojskowego WRN na Żoliborzu pojawiła się w drugiej połowie października 1939. Dowódcą organizatorem został Roman Dąbrowski „Stary”. Na początku 1940 w skład zalążkowego oddziału wchodzili oprócz Dąbrowskiego: Kazimierz Skrętkowski „Krótki”, Józef Deptuła, Henryk Zmorzyński, Tadeusz Patynowski „Tadeusz”, Wacław Rakowski „Dąb”, Kazimierz Rurka „Długi”.
Początkowo oddział organizowany był w systemie trójkowym. Drużyna składała się z trzech strzelców plus drużynowy, pluton – z dwunastu strzelców i trzech drużynowych plus dowódca plutonu, kompania – z trzech plutonów po trzynastu żołnierzy plus trzech dowódców plus dowódca kompanii. W połowie 1940 oddział liczył ok. 60 żołnierzy, w tym samym czasie przyjął nazwę 4 batalionu Gwardii Ludowej WRN im. Jarosława Dąbrowskiego.
W 1942 w trakcie wcielania oddziału do Związku Walki Zbrojnej oddział przeszedł na system piątkowy (Sekcja liczyła pięciu żołnierzy plus sekcyjny, drużyna osiemnastu żołnierzy, pluton sześćdziesięciu żołnierzy, kompania 180 żołnierzy. Jednak według relacji Stefana Wyleżyńskiego kompanie w tym czasie nie przekraczały 100 żołnierzy.
Funkcję dowódcy organizatora pełnił ppor. czasu wojny Roman Dąbrowski „Stary”, pełniący funkcje szefa wydziału wojskowego Okręgu WRN Żoliborz, zaś funkcję dowódcy wojskowego pełnił por. rez. Józef Mikulski „Antoni”. Początkowo szefem batalionu i oficerem uzbrojenia był por. Kazimierz Werner „Hel”, zaś od stycznia 1944 ppor. Zygmunt Grudniewski „Zając”. Istniała również komórka informacji, kierowana przez kpr. pchor. Andrzeja Czystowskiego „Czarnego” i komórka kolportażu kierowana przez Jana Wólczyńskiego „Lisa”. Intendenturę batalionu kierował Władysław Walendziuk „Rzeźnicki”, a plutonem ochrony Adam Pietrzak „Adam”.
W październiku 1941 batalion funkcjonował w składzie:
- 1 kompania – dowódca sierż. Tadeusz Patynowski „Tadeusz”; podoficer broni – Stefan Kośla;
- 2 kompania – ppor. Jan Zaliwski „Jan”; szef kompanii Witold Lichaczewski; podoficer broni – Stanisław Wasilewski „Oleś” (od 1943);
- 3 kompania – ppor. Aleksander Loewenstein „Borowicz”; szef kompanii – kpr. pchor. Andrzej Czystowski „Czarny”; Podoficer broni kpr Henryk Bagiński „Bez”
- 4 kompania – sierż. Marian Kukielewski; Szef kompanii Henryk Zabłocki „Zygmunt”; podoficer broni – Tadeusz Baranowski „Jeremi”[4].

Po włączeniu batalionu w struktury Armii Krajowej w styczniu – lutym 1942, batalion obok plutonu szkieletowego i kompanii „Kmicic” stanowił główną siłę rejonu IV (Powązki). Kompanie przekształciły się wówczas w plutony Armii Krajowej o numerach: 218, 219, 220 i 221. Pomimo faktu, iż kompanie były faktycznie plutonami, dążono do zwiększenia stanów do poziomu faktycznej kompanii. Według relacji Stefana Wyleżyńskiego udało się to 2 kompanii, tak że została podzielona na plutony 221/I (63 żołnierzy) i 221/II (45 żołnierzy), wskazując że pierwszym plutonem (221/I) dowodził por. Jan Zaliwski, zaś drugim (221/II) on sam kpr. pchor. Stefan Wyleżyński „Lemiesz”. Natomiast Henryk Kaczor wskazuje że wzrost liczby szeregów dotyczył 3 kompanii, która w styczniu 1944 przyjęła numer plutonu 219, który rozpadł się wskutek aresztowań i niedociągnięć organizacyjnych. 3 kompania rozrosła się, że zorganizowano w jej ramach plutony: 220/I i 220/II, zaś ze składu 3 kompanii powstał nowy pluton 219 (49 żołnierzy) jako 2 kompania.
W pierwszych dniach stycznia 1943 na polecenie dowódcy Obwodu Żoliborz AK ppłk. Mieczysława Niedzielskiego „Sadownik” dowództwo batalionu przejęło 50 pistoletów „Česka Zbrojovka” przeznaczonych dla oddziałów „Bundu” w getcie warszawskim. Operacją kierował oficer broni batalionu por. Kazimierz Werner „Hel”. Wraz z przydzieloną bronią, batalion dodał z własnych zapasów 50 granatów „Filipinka” i 30 kg. trotylu. Transport do getta przeprowadziła drużyna z 2 kompanii, przy obstawie Milicji PPS z zajezdni tramwajowej „Muranów” przy ul. Żoliborskiej. Przekazanie broni odbyło się przez piwnice ul. Długiej (w odcinku przed Arsenałem).

## Ordre de Bataille 1 sierpnia 1944
Przed wybuchem powstania batalion stanowił I Zgrupowanie Rejonu IV Obwodu II Żoliborz Armii Krajowej. Dowódcą rejonu był kpt. Kazimierz Nowacki „Szkodnik”, „Żyrafa”.
Dowództwo I Zgrupowania (IV Batalionu)
- dowódca – por. cz. woj. Roman Dąbrowski „Stary”;
- zastępca – ppor. rez. mgr Józef Mikulski „Antoni Ster”.

1 Kompania im. Walerego Wróblewskiego
- dowódca – ppor. rez. Tadeusz Juliusz Zaliwski „Jan”;
- zastępca – plut. pchor. Kujawski „Kujawa”;
  - pluton 218 – sierż. Tadeusz Patynowski „Tadeusz”;
  - pluton 221 – plut. Marian Kukiełko-Kukielewski „Lewski”;

2 Kompania im. Komuny Paryskiej
- dowódca – ppor. rez. piech. Aleksander Loewenstein „Borowicz”;
- zastępca – plut. pchor. Leon Krzysztoń „Bogdan”;
  - pluton 219/I – ppor. rez. Zygmunt Grudniewski „Zając”
  - pluton 219/II – kpr. pchor. Stefan Jerzy Wyleżyński „Lemiesz”
  - pluton 220 – kpr. pchor. Witold Zbrożyna „Kacper”;

pluton Wojskowej Służby Kobiet OW PPS
- komendantka – Joanna Hertz-Lowenstein „Joanna”[8]).

Według stanu osobowego na dzień 31 lipca batalion liczył 330 żołnierzy w tym: 13 oficerów, 20 podchorążych, 49 podoficerów, 173 szeregowych i 75 kobiet z 4 plutonu Wojskowej Służby Kobiet OW PPS, stanowiąc 36% sił Rejonu IV. Według Stanisława Podlewskiego batalion dysponował: 1 ckm, 2 rkm, 32 kb, ok. 30 pistoletami i kilkaset granatami. Według innej informacji uzbrojenie wystarczało dla 65 ludzi, co stanowiło 23% stanów. Obok batalionu OW PPS na Żoliborzu funkcjonowała 4 kompania Milicji PPS pod dowództwem Teodora Zielińskiego „Teodora” (zastępcy: Witold Lichaczewski „Witek” i Henryk Ciszewski). Kompania Milicji dysponowała przed powstaniem 3 pistoletami.

## Powstanie warszawskie
Zadaniem Zgrupowania wraz z kompanią „Kmicic” (plutony 240, 241, 242) z II Zgrupowania było wykonanie głównego natarcia na Fort Bema od strony Lasku na Kole, pod osłoną parowozu z Dworca Gdańskiego. W przypadku braku parowozu, saperzy z plutonów 219 i 220 mieli przy pomocy materiałów wybuchowych unieszkodliwić załogi bunkrów oraz wysadzić bramę do fortu. Po wyeliminowaniu żołnierzy i pozyskaniu uzbrojenia miano fort opuścić, a następnie przystąpić do działań wzdłuż ulic Mickiewicza i Marymonckiej wspierając oddziały obwodu. Planowane miejsce koncentracji oddziałów OW PPS miało znajdować się w domach prywatnych i stajniach Miasteczka-Powązki naprzeciw cmentarza wojskowego. Jednak 28 lipca Niemcy umieścili w domach prywatnych naprzeciw cmentarza szpital wojskowy dowożąc rannych. Uniemożliwiło to koncentrację oddziałów w tym rejonie. Postanowiono zatem przenieść miejsce koncentracji do kotłowni VI Kolonii WSM przy ul. Suzina. Stamtąd oddziały I rzutu, miały przedostać się przez teren Prochowni i ogródki działkowe do toru bocznicy kolejowej łączącej Dworzec Gdański z Palmirami. Następnie przez zabudowania kolonii Kościuszki mieli przedostać się na Miasteczko-Powązki.

### Wybuch powstania

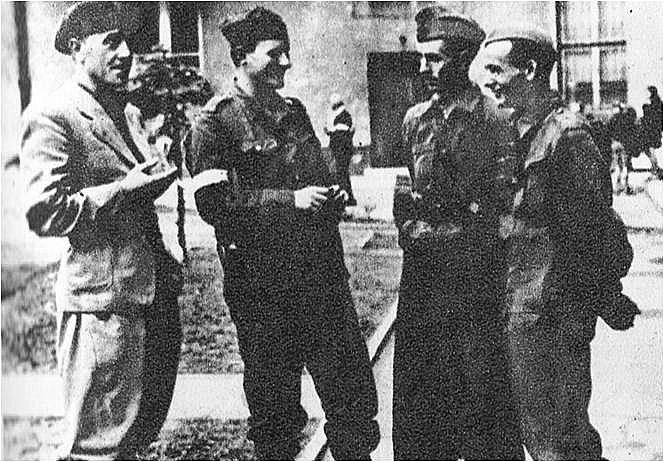
Oficerowie Zgrupowania „Żyrafa” rtm. Eugeniusz Śliwiński „Jurand”, por. Marian Merenholc „Wiktor” (OW PPS), ppor. Marek Różycki „Rola” (OW PPS), ppor. Janusz Sitek „Janusz”

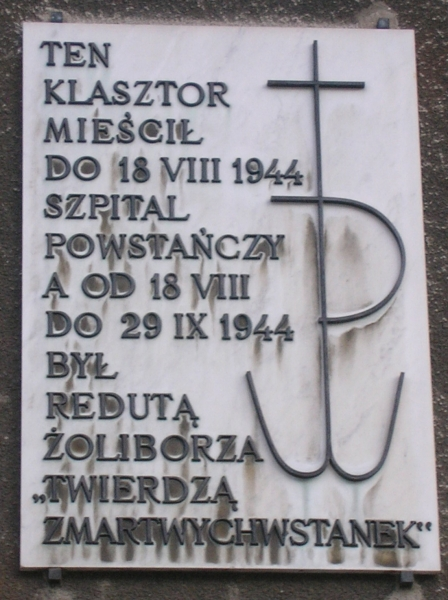
Tablica pamiątkowa na ścianie klasztoru ss. Zmartwychwstanek w Warszawie

Dowództwo batalionu otrzymało rozkaz o powstaniu 1 sierpnia o godz. 10.00, zaś o 12.30 koncentracja oddziałów dobiegła końca. Tymczasem o godz. 14.00 przy ul. Krasińskiego miała miejsce potyczka pomiędzy grupą żołnierzy 9 kompanii dywersyjnej „Żniwiarz”, z niemieckim patrolem w trakcie przenoszenia broni. Spowodowało to godzinę później obławę oddziałów niemieckich. Przez okna kotłowni Niemcy zauważyli żołnierzy OW PPS. Próba wrzucenia granatu do kotłowni została powstrzymana przez grupę ubezpieczenia pod dowództwem kpr. pchor. Aleksandra Ostrowskiego „Feliksa”. Wywiązała się walka z oddziałami niemieckimi. Po akcji rozpoczętej przez ubezpieczenie por. Loewenstein „Borwicz” wydał rozkaz opuszczenia kotłowni. Opuszczając budynek powstańcy zostali ostrzelani z rogu IV kolonii, dalej przebiegając z ul. Suzina na ul. Sierpecką zostali ostrzelani z karabinu maszynowego. Wówczas zginął pierwszy żołnierz oddziału plut. pchor. Lech Krzysztoń „Bogdan” (zastępca dowódcy kompanii), zaś kpr. Aleksander Ostrowski „Feliks” został ranny. Dalej wycofywali się na działki starej prochowni, lecz i tutaj zostali ostrzelani. Wówczas ppor. Grudniewski „Zając” rozkazał podział na dwie grupy. Grupa osłonowa pod dowództwem ppor. Aleksandra Loewensteina „Borowicza” miała pozostać na miejscu jako ubezpieczenie, zaś reszta oddziału z dowódcą batalionu miała wycofać się w stronę Ośrodka Zdrowia przy ul. Słowackiego.
Na rogu ulic Słowackiego i Potockiej żołnierze batalionu natknęli się na oddział piechoty niemieckiej wsparty dwoma czołgami, zaś od strony pl. Wilsona zbliżała się tyraliera niemiecka. Chcąc uniknąć starcia z przeważającymi oddziałami nieprzyjaciela, żołnierze OW PPS skierowali się w głąb ul. Gdańskiej, tam dostali się pod ostrzał z budynku Szkoły gazowej. Nieprzyjacielski ogień spowodował duże straty. Zginęli wówczas strz. Mieczysław Joffe „Maślak”, ppor. Włodzimierz Kaczanowski „Włodek” (według S. Wyleżyńskiego Kaczanowski poległ tuż przy wyjściu z kotłowni), kpr. pchor. Ryszard Wojda „Biały”, strz. Karol Golecki „Papkin”, strz. Jan Rosieński, st. strz. Tadeusz Baranowski „Jeremi”. Ciężko ranny został ppor. Zygmunt Grudziński „Zając”. Od zagłady oddział uratowali żołnierze 3 kompanii Rejonu III Bielany, którzy przepuściwszy powstańców, otworzyli ognień do nieprzyjaciela.
Tymczasem wycofująca się kilka minut po pierwszym oddziale, grupa osłonowa batalionu dotarła do ul. Harcerskiej, gdzie zaatakowała grupę żołnierzy niemieckich, zdobywając broń i amunicję, a następnie kierowała się w stronę ul. Marymonckiej.
Tam pod ostrzałem zajęła fundamenty jednego z domów. Niemcy wspierani bronią pancerną wdarli się do środka rozbijając całkowicie oddział. Według relacji Andrzeja Czystowskiego walka rozegrała się na ogródkach działkowych przy ul. Drużbackiej, gdzie zginęli broniąc się do wyczerpania amunicji: por. Aleksander Loewenstein „Borowicz”, strz. „Zawierucha”, kpr. pchor. Jan Czystowski „Stary II”, szt. Tadeusz Osiński, strz. Adolf Osiński, strz. Józef Miecznikowski „Figus”, strz. Ryszard Rocki „Królik”. Ranni zostali dobici przez Niemców. Łącznie pierwszego dnia powstania batalion poniósł straty 17 zabitych i 11 rannych, uległ rozproszeniu i nie mógł podjąć wyznaczonych zadań.
Około 22.30 znaczna część żołnierzy Rejonu 2 pod dowództwem kpt. Kazimierza Nowackiego „Żyrafy”, wraz z większością oddziałów obwodu, wyruszyła do Kampinosu. Razem z nimi odeszła część II rzutu batalionu (ok. 80 żołnierzy). Według innej wersji, drugi stu pięćdziesięcioosobowy rzut pod dowództwem kpr. pchor. Stefana Wyleżyńskiego „Lemiesza”, uzbrojony w 1 kb, 2 pistolety i trzydzieści granatów przedarł się do ul. Gdańskiej 2 i tam zaległ pod ogniem nieprzyjaciela. W nocy oddział ten wycofał się do Kampinosu.
Na terenie Żoliborza pozostali żołnierze rozproszonych plutonów I rzutu oraz część II rzutu.
Oddziały pozostałe na Żoliborzu zaczęły się organizować w kilku środkach. Żołnierze OW PPS wraz z ochotnikami, Milicją PPS oraz zbiegłymi robotnikami holenderskimi zaczęli budować ośrodek walki budując barykady na ul. Krasińskiego, Suzina i Słowackiego, a naprzeciw kościoła św. Stanisława Kostki ustawiono dwa karabiny maszynowe. Przyłączył się również ppor. Marek Różycki „Rola” z ośmioma żołnierzami. Wieczorem 2 sierpnia obsadzono blok przy ul. Krasińskiego 16 oraz częściowo przy ul. Suzina 3. 3 sierpnia pluton 219 obsadził plac Henkla oraz ulice Niegolewskiego, Wieniawskiego, Kochowskiego i Krasińskiego, a także wyloty ulic Wieniawskiego i Brodzińskiego.

### Zgrupowanie „Żyrafa”
W nocy z 4 na 5 sierpnia oddziały żoliborskie „Żywiciela” powróciły do dzielnicy. Rozkazem z dnia 5 sierpnia zreorganizowano oddziały żoliborskie, tworząc pięć zgrupowań. Oddział OW PPS wszedł w skład Zgrupowania „Żyrafa” pod dowództwem por. Ryszarda Wołczyńskiego „Tatara”. Zgrupowanie pozostało na dotychczasowym odcinku obsadzając bloki mieszkalne przy ul. Krasińskiego 16, 18 i 20, zaś do jego zadań należało patrolowanie dzielnicy willowej i al. Wojska Polskiego wzdłuż jej zachodniego krańca oraz prowadzenie rozpoznania sił niemieckich w Instytucie Chemicznym i na Burakowie. W skład zgrupowania weszły przede wszystkim oddziały OW PPS oraz odtworzony pluton 234. Por. Dąbrowski „Stary” objął funkcję zastępcy dowódcy zgrupowania, zaś pchor. Wyleżyński „Lemiesz” funkcję oficera broni zgrupowania.
Tego dnia zgrupowanie liczyło 129 żołnierzy (w tym 6 oficerów, 3 podchorążych, 18 podoficerów i 102 żołnierzy). Według innej wersji batalion liczył około 250 ludzi).
5 sierpnia nastąpiła również reorganizacja batalionu:
- 1 kompania – dowódca por. Tadeusz Zaliwski „Jan”;
  - pluton 221 – dowódca sierż Marian Kukielewski „Lewski”;
  - pluton 218 – sierż. Tadeusz Patynowski „Tadeusz”(według innej wersji ppor. Marceli Truszewski „Misiewicz”[30]);
- 2 kompania – dowódca ppor. Marian Mehrenholc „Wiktor”; zastępca -ppor. Maksymilian Górny „Tytus”(według innej wersji ppor. „Tytus” był zastępcą dowódcy 1 kompanii[30]);
  - pluton 219 – ppor. Marek Różycki „Rola”;
  - pluton 220 – st. sierż. Stanisław Błaszczak „Chętny”[6].

5 sierpnia w trakcie niemieckiego ataku na barykadę przy ul. Krasińskiego z plutonu 219 wyróżnili się: sierż. Marian Kuligowski „Listek” i plut./sierż. Ryszard Pawłowski „Krysik”, którzy wybili załogę rkm, otrzymując za ten czyn Krzyże Walecznych.
Od 5 sierpnia uruchomiono wydawanie „Biuletynu IV Okręgu PPS” pod redakcją Antoniego Zdanowskiego (od 31 numeru pismo nosiło tytuł „Biuletyn IV Okręgu PPS i OW PPS” Warszawa-Północ). Pismo w nakładzie ok. 500 egzemplarzy, kolportowane było wśród żołnierzy OW PPS, Milicji PPS, komitetów blokowych i domowych. Pismo wydawano na powielaczu sekcji wydawniczej IV batalionu. Współpracownikami pisma byli Helena Syrkusowa, Andrzej Nowicki, Robert Frohlich „Góral” (starosta żoliborski). W tym samym czasie Milicja PPS zorganizowała komisariat Straży Bezpieczeństwa obejmując służbę od pl. Wilsona do ul. Gdańskiej. Kompania Milicji liczyła ok. 50-60 osób uzbrojonych w 11 pistoletów.
18 sierpnia (według innych wersji było to 14 sierpnia) ze strony Instytutu Chemicznego nastąpił atak kompanii niemieckiej na stanowiska powstańcze przy ul. Wyspiańskiego. Broniący odcinka oddział AL w liczbie 24 żołnierzy, uzbrojony w 4 kb nie wytrzymał natarcia i wycofał się w stronę pl. Henkla. Zginęło i odniosło rany kilkunastu AL-owców.
Atak został zatrzymany przez kompanię OW PPS. Po trzech godzinach Niemcy zostali wyparci na poprzednie pozycje.

### Obrona Twierdzy Zmartwychwstanek i południowego Żoliborza
22 sierpnia doszło do reorganizacji oddziałów. Zlikwidowano zgrupowanie „Żbik” i utworzono Zgrupowanie „Żyrafa II”. Dotychczasowe Zgrupowanie „Żyrafa”, w skład której wchodziły kompanie OW PPS otrzymało nazwę „Żyrafa I”. W skład 2 kompanii włączono pluton z Kampinosu – dowódca ppor. „Janusz” Marian Sitek „Janusz” (pluton otrzymał nr 260).
Od 22 sierpnia 1 kompania OW PPS zajęła budynek Klasztoru Zmartwychwstanek tzw. „Twierdzy Zmartwychwstanek”, stanowiąc trzon jego obrony.
Po 20 września oddziały żoliborskie zostały przeformowane w 8 Dywizję Piechoty AK im. Romualda Traugutta, zaś Zgrupowanie „Żyrafa”, w tym oddziały OW PPS przeformowano w 8 Pułk Artylerii Lekkiej AK, którego dowódcą został mjr Kazimierz Nowacki „Żyrafa”.
27 września Niemcy wysłali parlamentariuszy (polskich obywateli, m.in. byłego premiera Antoniego Ponikowskiego) z wezwaniem natychmiastowej kapitulacji, która została odrzucona przez płk. „Żywiciela”.
Od rana 28 września oddziały niemieckie rozpoczęły atak na pozycje powstańcze. 1 kompania OW PPS obsadzała Klasztor, zaś 2 kompania utrzymywała narożnik al. Wojska Polskiego u jej zbiegu z prostopadłymi ul. Stołeczną i Wyspiańskiego. Z oddziałem PPS współdziałał oddział AL w budynku przy ul. Brodzińskiego.
Następnego dnia rano oddziałom niemieckim z udziałem broni pancernej udało się rozbić słabe barykady zamykające ulice Kozietulskiego, Brodzińskiego i Wyspiańskiego i odepchnąć oddział AL kpt. Jana Szaniawskiego „Szweda” w stronę kościoła św. Stanisława przy ul. Niegolewskiego. Pozwoliło to Niemcom wedrzeć się na tyły 2 kompanii OW PPS. Jednak dzięki natychmiastowej reakcji por. Marianna Merenholca „Wiktora”, który utworzył obronę ściągając posiłki udało się spowolnić atak nieprzyjaciela. W trakcie walki, w ruinach ul. Kozietulskiego zginął dowódca plutonu 219, ppor. Marek Różycki „Rola”. Oddział PPS wycofał się w rejon pl. Henkla. Wezwane posiłki ppor. Andrzeja Rudnickiego „Następa” umożliwiły przegrupowanie i zatrzymanie nieprzyjaciela. Oddziały utrzymały się na pl. Henkla, północnym fragmencie ul. Wyspiańskiego i ul. Trętowskiego.
Około godz. 18.00 oddziały 2 kompanii wycofały się do bloku przy ul. Krasińskiego 20. Do godz. 20.00 Niemcy opanowali kwartał ulic al. Wojska Polskiego, Kozietulskiego, Krasińskiego do Stołecznej.
Tego samego dnia o godz. 8.00 Niemcy po ataku artyleryjskim, pod osłoną czołgów wdarli się do Klasztoru Zmartwychwstanek, zajmując parter. Zostali wyparci z budynku w wyniku ataku plutonu 218 na czele z ppor. Marcelim Truszewskim „Misiewiczem”. O godz. 11.00 nastąpił nalot czternastu bombowców na klasztor, a następnie rozpoczęły się kolejne ataki, w trakcie których miotaczami płomieni podpalono budynek. Wobec zagrożenia odcięcia od reszty oddziałów por. Jan Zaliwski „Jan” nakazał ewakuowanie rannych i wyprowadził resztki 1 kompanii OW PPS z ruin klasztoru. Odcięta kilkunastoosobowa grupa pod dowództwem sierż. Mariana Kukielewskiego „Lewskiego” walczyła do godz. 20.15, a następnie dostała się do niewoli. Według ustaleń Juliusza Kuleszy, 1 kompania w bojach o klasztor straciła 22 zabitych i około 75 rannych.
30 września oddziały „Żyrafy” obsadzały stanowiska bojowe na III, V, VIII i IX kolonii WSM. Według relacji Stanisława Podlewskiego w 1 kompanii OW PPS pozostało 40 żołnierzy, zaś w 2 kompanii – 16. W całym zgrupowaniu ok. 130 żołnierzy. W wyniku porozumienia z Armią Czerwoną oddziały żoliborskie miały zostać skoncentrowane na terenie dolnego Żoliborza z dążeniem utrzymania się jak najbliżej Wisły, skąd miała przyjść pomoc. Po przegrupowaniu w godzinach rannych, ok. godz. 11.00 nastąpił atak powstańców na wał wiślany, gdzie miały czekać łodzie ewakuacyjne. Drogę do Wisły miały utorować oddziały zgrupowań „Żbik” oraz „Żyrafa” (ok. 80 żołnierzy). Atak załamał się pod ogniem nieprzyjaciela. Zginęło wówczas ośmiu żołnierzy OW PPS w tym ppor. Marian Mehrenholc „Wiktor”, dowódca 2 kompanii. Według innej relacji z 39 atakujących żołnierzy OW PPS powróciło dziewięciu. Atak był daremny z uwagi na fakt odwołania przeprawy, o czym atakujący powstańcy nie wiedzieli.
30 września, po rozmowach z delegatem gen „Bora” płk. Karolem Ziemskim „Wachnowskim”, ok. godz. 18.30 podjęto decyzję o kapitulacji Żoliborza. Żołnierze oddziału OW PPS złożyli broń w pobliżu domu „Feniks”.

## Odznaczeni
Wykaz jednoznacznie zidentyfikowanych żołnierzy batalionu:
Krzyż Srebrny Orderu Virtuti Militari
- st. sierż. Stanisław Błaszczak „Chętny” (ur. 30 maja 1898, zm. 4 grudnia 1965) – ochotnik, dołączył 2 sierpnia, zastępca dowódcy plutonu 220. Odznaczony 30 września 1944 przez dowódcę Obwodu Żoliborz z upoważnienia dowódcy AK Krzyżem Srebrnym Orderu Virtuti Militari (numer krzyża 12347)[47].
- kpr. Leon Gross (według biogramu Muzeum Powstania Warszawskiego występuje jako Leon Greś[48]) „Leonidas” (ur. 29 lutego 1921) – dowódca drużyny w plutonie 221. Odznaczony 30 września 1944 przez dowódcę Obwodu Żoliborz z upoważnienia dowódcy AK Krzyżem Srebrnym Orderu Virtuti Militari (numer krzyża 12890)[49].
- ppor. Marek Różycki (przybrane nazwisko „Marek Strukiński”) „Rola” (ur. 21 kwietnia 1911, zg. 29 września 1944), dowódca plutonu 219, poległ na ul. Kozietulskiego. Odznaczony 30 września 1944 przez dowódcę Obwodu Żoliborz z upoważnienia dowódcy AK Krzyżem Srebrnym Orderu Virtuti Militari (numer krzyża 12855)[50].
- plut. Ewa Ponińska „Ewa” (ur. 27 maja 1927), łączniczka w plutonie 218. Według biogramu Muzeum Powstania Warszawskiego była w plutonie 227[51]. Odznaczona 30 września 1944 przez dowódcę Obwodu Żoliborz z upoważnienia dowódcy AK Krzyżem Srebrnym Orderu Virtuti Militari (numer krzyża 11685)[52].